# Candace Chapman
Pour les articles homonymes, voir Chapman.
Candace Chapman, née le 2 avril 1983 à Port-d'Espagne (Trinité-et-Tobago), est une joueuse canadienne de soccer évoluant au poste de défenseur.
Internationale canadienne, elle compte 108 sélections depuis 2002. Elle évolue en club au Western New York Flash depuis 2011.

## Biographie
Native de Port-d'Espagne, la capitale de Trinité-et-Tobago, Chapman est diplômée de l'Université Notre-Dame, majorant en sociologie et en informatique.

### Carrière en club
Après avoir été nommée révélation de l'année par les Boston Breakers le 16 janvier 2009, elle évolue pour ce club lors de la saison 2009. Elle s'engage avec le FC Gold Pride pour la saison 2010. Après la disparition du Gold Pride, elle signe pour le Western New York Flash, où elle joue la saison 2011 avec sa compatriote et capitaine de l'équipe nationale canadienne Christine Sinclair.

### Carrière internationale
Le 6 août 2008, Chapman marque son premier but en équipe nationale lors de sa première compétition internationale, aux Jeux olympiques de 2008 contre l'Argentine à Tianjin (Chine).
Chapman obtient sa centième sélection contre le Mexique le 27 janvier 2012. Le match se conclut sur le score de 3 buts à 1 pour le Canada. Elle est médaillée de bronze aux Jeux olympiques de 2012, le Canada battant la France 1-0 le 9 août 2012.